# 唄子・啓助のおもろい夫婦
『唄子・啓助のおもろい夫婦』（うたこ・けいすけのおもろいふうふ）は、フジテレビ系列局で放送されていたフジテレビ制作のトーク番組である。制作局のフジテレビでは1969年4月6日から1985年3月27日まで放送。当初はモノクロ放送だったが、1970年10月4日からカラー放送となった。

## 概要
視聴者参加型の公開番組で、収録は東京都内のサテライトスタジオ → 山野ホールで行われていた。
番組は毎回2組の熟年夫婦を招き、司会の京唄子と鳳啓助が彼らに馴れ初めから結婚に至るまでのエピソードや夫婦の悩み事などを面白おかしくインタビューしていた。苦労話に対しては、唄子が目から大粒の涙をこぼすこともしばしばあった。籍を入れたのが戦中・戦後であったなどの事情により、結婚式を挙げられなかった夫婦を多数招いての「合同結婚式」企画を行ったこともある。
出場夫婦には、トークの終了後にプレゼントがあった。一方の夫婦には、東亜国内航空（日本エアシステムを経て現・日本航空）で行く国内旅行を、もう一方の夫婦には、ナショナル（現・パナソニック）のホームビデオに本番組出演テープを添えて贈呈していた。
エンディングでは、農村の未舗装の道で夫が引く荷車の荷台に妻が乗り、赤ん坊に授乳するフィルム映像を流していた。そして啓助が作った以下の詩をテロップで流していた。
番組は1985年3月いっぱいで終了し、16年間の歴史に幕を降ろした。

## 放送時間
いずれも日本標準時。
- 日曜 22:15 - 23:00 （1969年4月6日 - 1970年9月）
- 日曜 22:15 - 22:45 （1970年10月 - 1971年9月26日） - 22:45以降に『ミュージック・ギャラリー』が編成されたことで15分縮小。
- 日曜 23:00 - 23:30 （1971年10月3日 - 1983年9月25日） - 地域限定スポンサードネット番組『阪急ドラマシリーズ』のスポンサードネット対象から外れた局では、関西テレビ製作のネットワークセールス番組『凡児の娘をよろしく』（木曜 22:00 - 22:30）とセットの形で木曜 22:30 - 23:00 にスポンサードネットしていた局が多かった。それらの局では日曜23:00 - 23:30枠がローカルセールス枠扱いとなり、この時間帯にフジテレビ系列の遅れネット番組や他系列の番組を放送していた。
- 土曜 0:10 - 0:40 （金曜深夜、1983年10月8日 - 1984年3月31日）
- 水曜 0:20 - 0:50 （火曜深夜、1984年4月4日 - 1985年3月27日）

## ネット局
☆ - 1983年9月時点で放送されていた局
- ☆フジテレビ（上記参照）
- ☆北海道文化放送
  - 日曜 23:00 - 23:30 （1972年4月開局時 - 1983年9月）[3]
  - 金曜 19:00 - 19:30 （1983年10月 - 1984年3月）[3]
  - 土曜（金曜深夜）0:10 - 0:40 （1984年4月 - 1984年9月）[3]
  - 土曜（金曜深夜）0:40 - 1:10 （1984年10月 - 1985年3月）[3]
- 青森放送：土曜 22:00 - 22:30（1974年3月時点）[4]
- 岩手放送：月曜 23:00 - 23:30（1974年3月時点）[4]
- 秋田テレビ：水曜 23:15 - 23:45（1972年3月時点）[5]
- 山形テレビ：木曜 22:30 - 23:00（1974年3月時点）[6]
- ☆仙台放送：日曜（土曜深夜）0:35 - 1:05（1983年9月時点）[7]
- ☆福島テレビ：木曜（水曜深夜）0:10 - 0:40（1983年9月時点）[7]
- ☆新潟総合テレビ：日曜 23:45 - 0:15（1974年3月時点）[8] → 日曜 23:10 - 23:40（1983年9月時点）[9]
- ☆長野放送：木曜 22:30 - 23:00（1974年9月時点、1983年9月時点）[10]
- 山梨放送：土曜 22:00 - 22:30（1974年3月時点）[11]
- ☆テレビ静岡：木曜 22:30 - 23:00（1974年9月時点）[12] → 日曜 23:00 - 23:30（1983年9月時点）[13]
- ☆富山テレビ：日曜 22:15 - 23:00（1969年4月時点）[14] → 日曜 22:30 - 23:00（1976年4月時点）[15] → 日曜 23:00 - 23:30（1983年9月時点）[16]
- ☆石川テレビ：日曜 22:15 - 23:00（1969年4月時点）[14] → 木曜 22:30 - 23:00（1974年3月、1983年9月時点）[17]
- ☆福井テレビ：金曜 23:20 - 23:50（1974年3月時点）[18] → 木曜 22:30 - 23:00（1983年9月時点）[16]
- ☆東海テレビ：日曜 22:15 - 23:00（1969年4月 - 1970年9月）→ 日曜 22:15 - 22:45 （1970年10月 - 1971年9月）→ 日曜 23:00 - 23:30（1971年10月 - 1983年9月）[19]
- ☆関西テレビ：日曜 22:15 - 23:00（1969年4月 - 1970年9月）→ 日曜 22:15 - 22:45 （1970年10月 - 1971年9月）→ 日曜 23:00 - 23:30（1971年10月 - 1983年9月）[20]
- ☆山陰中央テレビ：木曜 22:30 - 23:00（1974年9月時点、1983年9月時点）[21]
- ☆岡山放送：土曜 23:00 - 23:30（1975年4月時点）[22] → 日曜 23:00 - 23:30（1983年9月時点）[23]
- 広島テレビ：土曜 22:00 - 22:30（1975年4月時点[22]、テレビ新広島開局時まで）
  - ☆テレビ新広島：日曜 23:00 - 23:30（1983年9月時点）[23]
- ☆テレビ山口：日曜 23:00 - 23:30（1980年11月時点）[24] → 月曜（日曜深夜）0:00 - 0:30（1983年9月時点）[25]
- ☆四国放送：日曜 23:00 - 23:30（1983年9月時点）[26]
- テレビ愛媛：日曜 23:00 - 23:30（1972年7月時点）[27] → 木曜 22:30 - 23:00（1975年12月時点）[28]
- テレビ高知：日曜 23:50 - 24:20（1980年11月時点）[24]
- ☆テレビ西日本：日曜 23:00 - 23:30（1972年7月時点、1983年9月時点）[27][29]
- ☆サガテレビ：日曜 23:00 - 23:30（1983年9月時点）[29]
- テレビ長崎：土曜 12:30 - 13:00（1974年3月時点）[30]
- ☆テレビ熊本：日曜 23:00 - 23:30（1975年4月時点、1983年9月時点）[31][29]
- 大分放送：日曜 23:00 - 23:30（1980年11月時点）[24]
- テレビ宮崎：火曜 22:30 - 23:00（1972年3月時点）[32]
- 南日本放送：木曜 23:00 - 23:30（1974年9月時点）[33]

## 備考
第10回参議院議員通常選挙の投票日となった1974年7月7日は、「唄子・啓助のおもろい選挙速報」と題して放送時間を22:00 - 24:00に変更。今井彬（当時フジテレビ解説委員）が開票速報を担当、当時参議院議員で今回の選挙では非改選だった木島則夫・望月優子・野末陳平がゲスト出演し、本番組と選挙速報を連動する形式をとった。
本番組は、後のフジテレビ開局50周年記念番組『フジテレビ50ッスth!』の第二夜『バラエティルーツの旅・あなたがいたから僕がいる 半世紀大感謝祭!!』で取り上げられ、番組がセットに用いていた実物の暖簾も紹介された。同特番にゲスト出演した唄子は、結婚してはいけないタイプとして「女癖の悪い男」をあげていたのに対し、司会の明石家さんまは「女優」をあげていた（唄子もさんまも離婚経験者であり、互いに前の配偶者を指して言っていた）。放送当時、これに該当する井戸田潤と安達祐実が離婚していた。